# 5521 Morpurgo
5521 Morpurgo eller 1991 PM1 är en asteroid i huvudbältet som upptäcktes 15 augusti 1991 av den amerikanske astronomen Eleanor F. Helin vid Palomar-observatoriet. Den är uppkallad efter britten Pieter Morpurgo.
Asteroiden har en diameter på ungefär 9 kilometer.